# 江別市立いずみ野小学校
江別市立いずみ野小学校（えべつしりついずみのしょうがっこう）は、北海道江別市対雁にある市立の小学校である。

## 概要
- 本校は、江別市の人口急増による児童数増加により、対雁小学校の既存施設では対応できなくなったため、分離開校した。

## 教育目標
- 豊かな心と 確かな力で 未来を切り拓く子
  - 心豊かで思いやりのある子 （笑顔で）
  - 丈夫な体でやりぬく子 （楽しく）
  - 自ら考え表現する子 （美しく）

## 沿革
- 1996年（平成8年）
  - 2月 - 公募により、校名を『いずみ野小学校』と決定。
  - 12月 - グラウンド完成。
- 1997年（平成9年）
  - 1月 - 校章決定。
  - 3月 - 校舎・体育館完成。
  - 4月 - 開校。
  - 6月 - 教育目標決定。
  - 9月 - 校歌完成。
  - 10月 - 外構工事完成。
  - 11月 - 開校記念式典挙行、祝賀会開催。
- 1998年（平成10年）
  - 8月 - レンガレリーフ完成。
  - 10月 - 市民憲章「花のある街並み作り」最優秀賞受賞。
- 1999年（平成11年）8月 - プール完成。

## 学校周辺
- 4丁目通り（江別市道）
- 江別市営墓地やすらぎ苑
  - 江別市葬祭場
- はるかぜ公園

## アクセス
- 北海道中央バス「いずみ野小学校前」バス停下車。
  - 系統B・野幌見晴台線（錦町先回り・いずみ野）
  - 系統D・野幌見晴台線（湯川公園先回り・5丁目通）
  - 系統05・江別新さっぽろ線（江別駅⇔見晴台・5丁目通⇔新さっぽろ駅）
  - 系統55・江別新さっぽろ線（新さっぽろ駅⇔見晴台・5丁目通⇔江別市立病院）
  - 系統60・江別新さっぽろ線（江別駅⇔見晴台・新栄通⇔新さっぽろ駅）
- JR北海道函館本線江別駅、JR北海道千歳線新札幌駅・札幌市営地下鉄東西線新さっぽろ駅から、上述の北海道中央バスに乗車し、「いずみ野小学校前」バス停下車。